# Пампасский нырок
Пампасский нырок (лат. Netta peposaca) — вид птиц из семейства утиных.

## Распространение
Эндемик Южной Америки. Встречаются в Аргентине, центральной части Чили, Парагвае, Уругвае и южной части Бразилии. Популяция из южной части Аргентины зимой мигрирует на север, достигая Бразилии и южной части Боливии. Известны залёты на Фолклендские острова.
Иногда этих птиц содержат в зоопарках.

## Описание
Отличительной чертой самцов является красный клюв. У самок он гораздо менее ярок. Также у пампасных нырков можно наблюдать заметную в полёте и характерную для рода нырков в целом белую полосу на маховых перьях.
МСОП присвоил виду охранный статус LC.